# Nikołaj Juszczijew
Nikołaj Aleksandrowicz Juszczijew (ros. Николай Александрович Ющиев, ur. 1895 we wsi Kołatsielga w guberni ołonieckiej, zm. 14 stycznia 1938 k. Pietrozawodska) – rewolucjonista i polityk Karelii.

## Życiorys
W 1919 został członkiem RKP(b), od grudnia 1921 do lutego 1922 był członkiem Karelo-Murmańskiego Komitetu Rewolucyjnego, a od grudnia 1924 do października 1925 ludowym komisarzem spraw wewnętrznych Karelskiej ASRR. Od 1928 do 13 stycznia 1934 był przewodniczącym Centralnego Komitetu Wykonawczego (CIK) Karelskiej ASRR, następnie do października 1937 szefem Wydziału Kadr Trustu "Kareldriew". 31 października 1937 został aresztowany na fali wielkiej czystki, potem skazany na śmierć i rozstrzelany.